# 대전중앙여자중학교
대전중앙여자중학교(大田中央女子中學校)는 대전광역시 중구 선화동에 있었던 사립 여자 중학교이다. 학교법인 창성학원에서 운영했었다.

## 학교 연혁[1]
- 1960년 2월 3일 : 개교
- 2012년 2월 29일 : 구도심 공동화 현상으로 인한 학생수 감소로 52년만에 폐교

## 같이 보기
- 대덕대학교
- 대전여자상업고등학교
- 대전중앙고등학교
- 대전중앙중학교